# Old Town (Kanuhersteller)
Die Old Town Canoe Company (landläufig kurz als „Old Town“ bezeichnet) ist ein traditionsreicher US-amerikanischer Kanuhersteller aus Old Town und heute neben Necky Kayaks und Ocean Kayak Teil der Johnson Outdoors Inc. Old Town hat 250 Mitarbeiter und einen Jahresumsatz von 30 Mio. US-$ (2004). Zeitweilig war Old Town der weltweit größte Kanuproduzent und stellt überwiegend Kanadier her. 

## Erste Generation

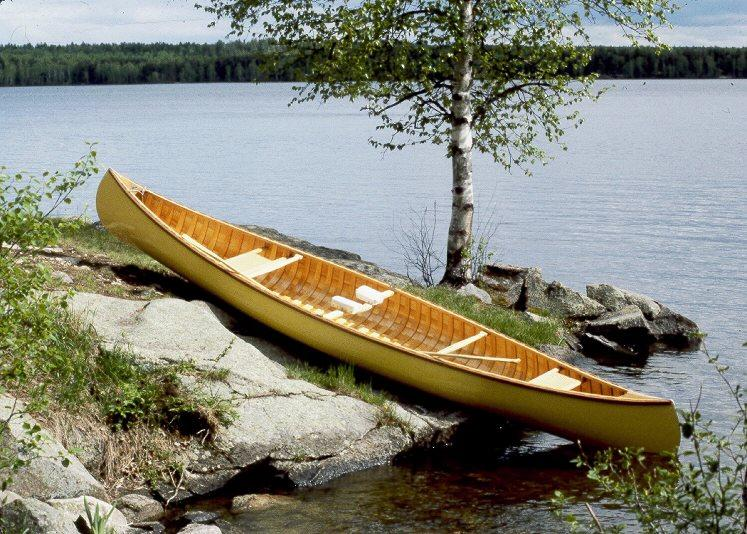
Kanadier in wood-and-canvas-Bauweise

Seit 1898 produziert Old Town Kanus, anfänglich in der damals innovativen Wood-and-Canvas-Bauweise. Die ersten Boote wurden hinter der Eisenwarenhandlung von Firmengründer George Gray hergestellt. Bereits nach kurzer Zeit war jedoch der Umzug in ein Industriegebäude erforderlich, wo die Kanufertigung der „Indian Old Town Canoe Company“ jährlich 250 Boote herstellte. Old Town war zu der Zeit nur einer von 16 Kanuherstellern in der näheren Umgebung.
Als Unternehmen amtlich eingetragen wurde die Firma 1902 in einer Kooperation mit John Ralph Robertson als „Robertson and Old Town Canoe Company“. Robertson verließ die Kooperation bereits im Jahr darauf wieder, weshalb das Unternehmen in „Old Town Canoe Company“ umbenannt wurde. Er war aber weiterhin mit Old Town verbunden, z. B. in späteren Jahren bei der Entwicklung und Bau von Rennkanus.
1905 überstieg der Umsatz die 25.000 $-Marke, monatlich wurden zwischen 200 und 400 Kanus gefertigt. Der Vertrieb war ein Schlüssel zum Erfolg, da Old Town die Transportmöglichkeiten der Eisenbahn nutzte. Die Produktion steigerte sich bis auf ca. 6000 Boote im Jahr 1914 und Exporte nach Europa und Südamerika, bis es infolge des Ersten Weltkriegs zum vorübergehenden Absatzeinbruch kam.

## Zweite und dritte Generation
1927 wurde die Marke von 500.000 $ Umsatz erreicht und in den folgenden Jahren von Sam Gray, der nach dem Tod seines Vaters George die Firmenleitung übernahm, noch weiter gesteigert werden. 1931 sank die Produktionszahl aufgrund der Großen Depression auf 1600 Boote, was etwa der Hälfte der gesamten Kanuproduktion in Maine entsprach.
1940 wurden Kajaks mit der Wood-and-Canvas Bauweise in das Produktprogramm aufgenommen. Nach dem Zweiten Weltkrieg erweiterte Old Town seine Produktpalette auf Motorboote. 
1961 starb Sam Gray, und seine Söhne Braley und Deane führten das Unternehmen in dritter Generation weiter. Der Kanubau von Old Town war durch die Konkurrenz durch Aluminium-Kanus stark beeinträchtigt, die von Grumman produziert wurden. Die Stückzahlen bei Old Town sanken auf 200 Exemplare pro Jahr. Anstatt wie andere Anbieter auf Sperrholz umzustellen, begann Old Town die Produktion von GFK-Kanus, ab 1970 auch PE- (Old Town Bezeichnung „Olthylen“) und Royalex- („Oltonar“) Kanus, und konnte so Marktanteile zurückgewinnen.

## Johnson-Ära

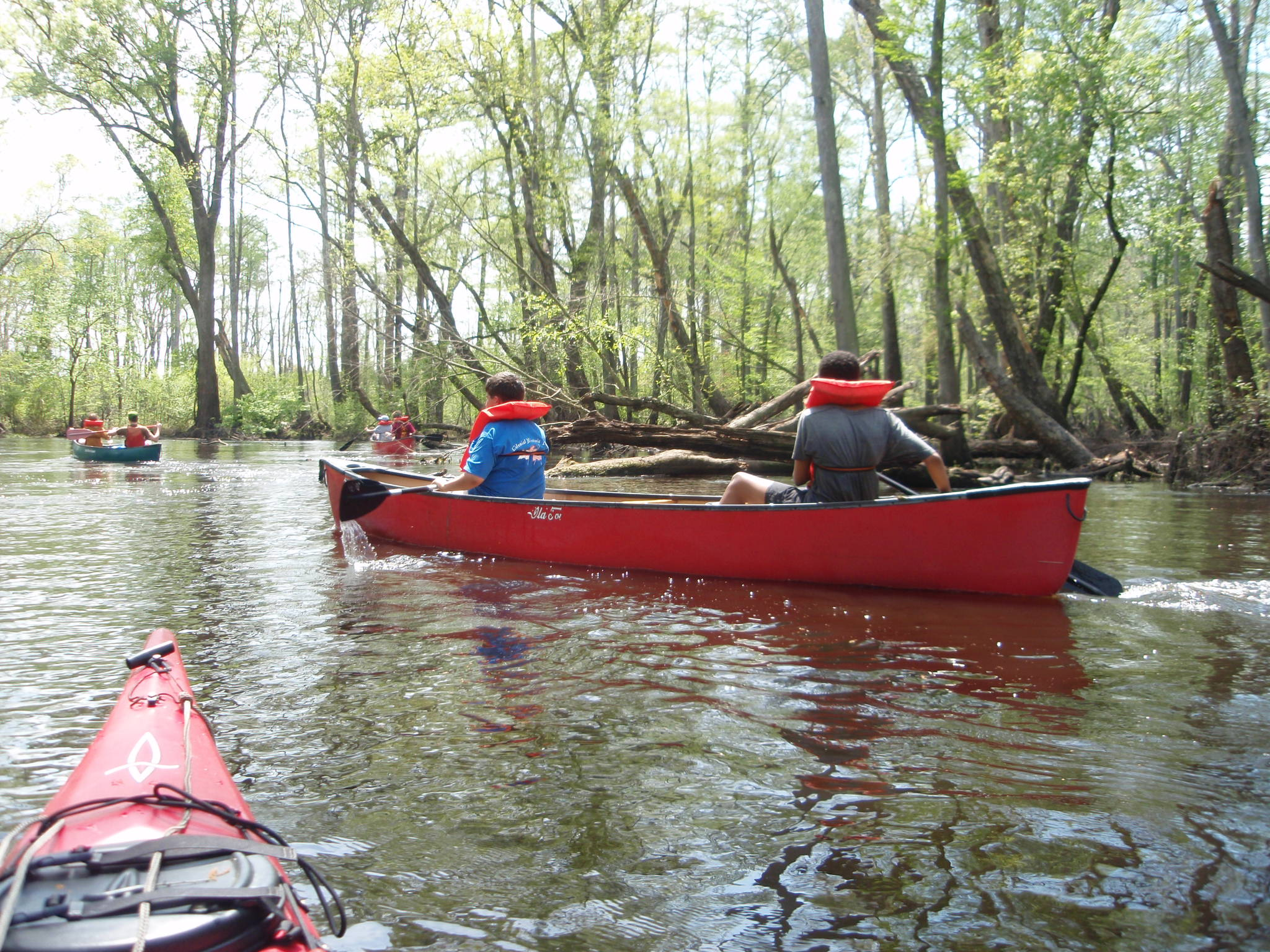
Old Town-Modell Discovery im Einsatz

Im Dezember 1974 wurde Old Town von Johnson übernommen und die Firmenstrukturen modernisiert. 1979 übernahm Old Town den Vertrieb von Lettmann- und Prijon-Kajaks in den USA und stellte die eigene Kajakfertigung vorübergehend ein. 1984 wurde die neue Discovery-Modellreihe aus Mehrschicht-PE eingeführt. Als Aluminiumkanus in der zweiten Hälfte der 1980er Jahre aus der Mode kamen, war Old Town der weltweit größte Kanuhersteller. Das Unternehmen hatte mit beinahe 17.000 m² mehr Produktionsfläche als alle anderen US-amerikanischen Wettbewerber zusammen.
Laut Wall Street Journal hatte Old Town 1989 mit 22.000 verkauften Kanus einen Marktanteil von 25 %. Hauptexportländer waren Kanada, Deutschland und Japan. 
1998 beging Old Town sein hundertjähriges Firmenjubiläum. Dabei wurden auch mehrere Holzkanus der ersten Jahre präsentiert, die noch immer in Benutzung sind. Während der gesamten Firmengeschichte war die Fertigung von Holz- und Wood-and-Canvas-Kanus ein Standbein des Unternehmens. Die Identifikation des Unternehmens mit seinen Produkten ist sehr hoch. So wurde z. B. die Fertigung der Kanus mit verwendeten Materialien, Besonderheiten und Käufer über Jahrzehnte dokumentiert und auf mehreren hunderttausend Karteikarten archiviert. Dieses Archiv wird gemeinsam von Johnson und der Wooden Canoe Heritage Association verwaltet und Interessierten zugänglich gemacht.
2004 wurde das einmillionste Old Town Kanu, ein 18 Fuß Wood-and-Canvas Modell A, hergestellt.

## Meilensteine des Unternehmens

### Firmenaufkäufe
- 1910: Carleton Canoe Company (Fusion mit Old Town 1934)
- 1984: White Canoe Company
- 1990: Carlisle Paddles Inc.
- 1997: Plastiques LPA Ltd.
- 1998: Ocean Kayak und Leisure Life Ltd.
- 2000: Pacific Kayaks

### Verkaufszahlen
- 1898: 250 Kanus
- 1905: ca. 3600
- 1914: 6000
- 1931: 1600
- 1961: 200
- 1975: 5000
- 1989: 22000